# Blackfield
Blackfield ist eine multinationale Rockband, die 2001 in Kooperation von Porcupine-Tree-Sänger und -Frontmann Steven Wilson und dem israelischen Popmusiker Aviv Geffen entstanden ist.

## Geschichte
Das erste, von Kritik wie Publikum hochgelobte Album des Projekts Blackfield, bestehend aus dem Israeli Aviv Geffen und dem Engländer Steven Wilson (Porcupine Tree), erschien im Jahr 2004. Gavin Harrison, der Schlagzeuger von Porcupine Tree, war einer der Gastmusiker. Im Gegensatz zu Porcupine Tree stehen bei Blackfield kurze, eher melancholische Songs im Mittelpunkt; der Sound wird geprägt von Streichern, Akustikgitarren und warmem Harmoniegesang, wobei ab und an auch rockigere Songs im Repertoire vorkommen. Eine erste Tour führte das Duo Ende 2004 und Anfang 2005 durch Europa und die USA. Zur Unterstützung hatten sie eine dreiköpfige Band dabei, in den USA wurden sie zudem von Dream-Theater-Keyboarder Jordan Rudess begleitet. Im Februar 2007 wurde das schlicht mit Blackfield II betitelte Zweitwerk veröffentlicht. Außerdem wurde im März 2007 ein Konzert in New York für eine spätere DVD-Veröffentlichung aufgezeichnet.
Auf dem dritten Album Welcome to my DNA, erschienen am 28. März 2011, zeichnete mit Ausnahme des Titles "Waving" allein Geffen für das Songmaterial verantwortlich. Auf dem am 30. August 2013 erschienenen vierten Album IV wurde Wilson, der in diesem Jahr aufgrund seiner Solo-Aktivitäten zeitlich ausgelastet war, nicht mehr als offizielles Bandmitglied ausgeführt, so dass Aviv Geffen zum Alleinverantwortlichen des Projekts wurde. Wilson war allerdings als Gastsänger, Gitarrist und Mischer auch auf diesem Album beteiligt. Mehrere Gastsänger, darunter Vincent Cavanagh von Anathema, sind auf dem Album vertreten. Im Vorlauf wurde der Song "Pills" als Single veröffentlicht, Mitte August 2013 erschien zudem ein Musikvideo zu "Jupiter". Anfang Februar 2014 ging Blackfield auf Europa-Tour.
Am 10. Februar 2017 erschien mit Blackfield V ein weiteres Studioalbum, das Geffen und Wilson wieder in gleichberechtigter Zusammenarbeit eingespielt haben. Drei der enthaltenen Titel wurden in Kooperation mit Alan Parsons aufgenommen und produziert. Streicher-Arrangements auf dem Album wurden vom London Session Orchestra eingespielt.

## Stil
Die Musik orientiert sich an den ruhigeren Porcupine-Tree-Stücken und liegt zwischen Rock und Pop mit häufig melancholischer Stimmung. Die Stücke stammen sowohl aus der Feder von Geffen als auch von Wilson. Einige Titel sind Neuaufnahmen von älteren Geffen-Songs, deren Texte dazu vom Hebräischen ins Englische übertragen wurden, z. B. Cloudy Now.

## Diskografie

### Studioalben
- 2004: Blackfield
- 2007: Blackfield II
- 2011: Welcome to My DNA
- 2013: Blackfield IV
- 2017: Blackfield V
- 2020: For the Music

### Videoalben
- 2007: Blackfield – NYC: Live in New York

### Livealben
- 2009: Blackfield – Live in NYC (CD+DVD) (Wiederveröffentlichung der DVD (2007) mit komplettem Konzertmitschnitt auf Bonus-Audio-CD)

### Kompilationen
- 2018: Open Mind: The Best of Blackfield

### EPs
- 2016: Family Man

### Singles
- 2003: Hello
- 2003: Pain
- 2004: Blackfield
- 2004: Cloudy Now
- 2007: Once / 1000 People
- 2007: End of the World
- 2007: Miss U
- 2007: My Gift of Silence
- 2011: Waving
- 2013: Jupiter
- 2014: Sense of Insanity
- 2016: Family Man
- 2020: Summer’s Gone